# Belluire
Belluire ist eine westfranzösische Gemeinde mit 216 Einwohnern (Stand 1. Januar 2022) im Département Charente-Maritime in der Region Nouvelle-Aquitaine.

## Lage
Belluire liegt in einer Höhe von ca. 20 Meter ü. d. M. in einer Entfernung von etwa 26 Kilometer (Fahrtstrecke) südlich von Saintes bzw. sechs Kilometer südlich von  Pons in der Kulturlandschaft der Saintonge. Weitere Orte mit eindrucksvollen romanischen Kirchen liegen nur wenige Kilometer entfernt: Avy, Biron, Bougneau, Échebrune, Chadenac, Pérignac, Marignac u. a.

## Bevölkerungsentwicklung
| Jahr      | 1968 | 1975 | 1982 | 1990 | 1999 | 2007 | 2016 | 2019 |
| Einwohner | 198  | 188  | 186  | 168  | 195  | 169  | 211  | 211  |

Auch im 19. Jahrhundert hatte die Gemeinde nur zwischen ca. 170 und 260 Einwohner. Aufgrund der Nähe zur Stadt Pons und den in ländlichen Regionen vergleichsweise niedrigen Immobilienpreisen sind die Bevölkerungszahlen in den letzten Jahren wieder leicht ansteigend.

## Wirtschaft
Die Landwirtschaft (Getreide und Wein) spielt immer noch die größte Rolle im Wirtschaftsleben der Gemeinde, die zum Weinbaugebiet der Fins Bois in der Region Cognac gehört. Doch auch der Tourismus in Form der Vermietung von Ferienwohnungen (gîtes) ist zu einem wichtigen Faktor im Wirtschaftsleben der Gemeinde geworden.

## Geschichte
Wie aus der Existenz einer romanischen Kirche zu schließen ist, war Belluire bereits im Mittelalter besiedelt.

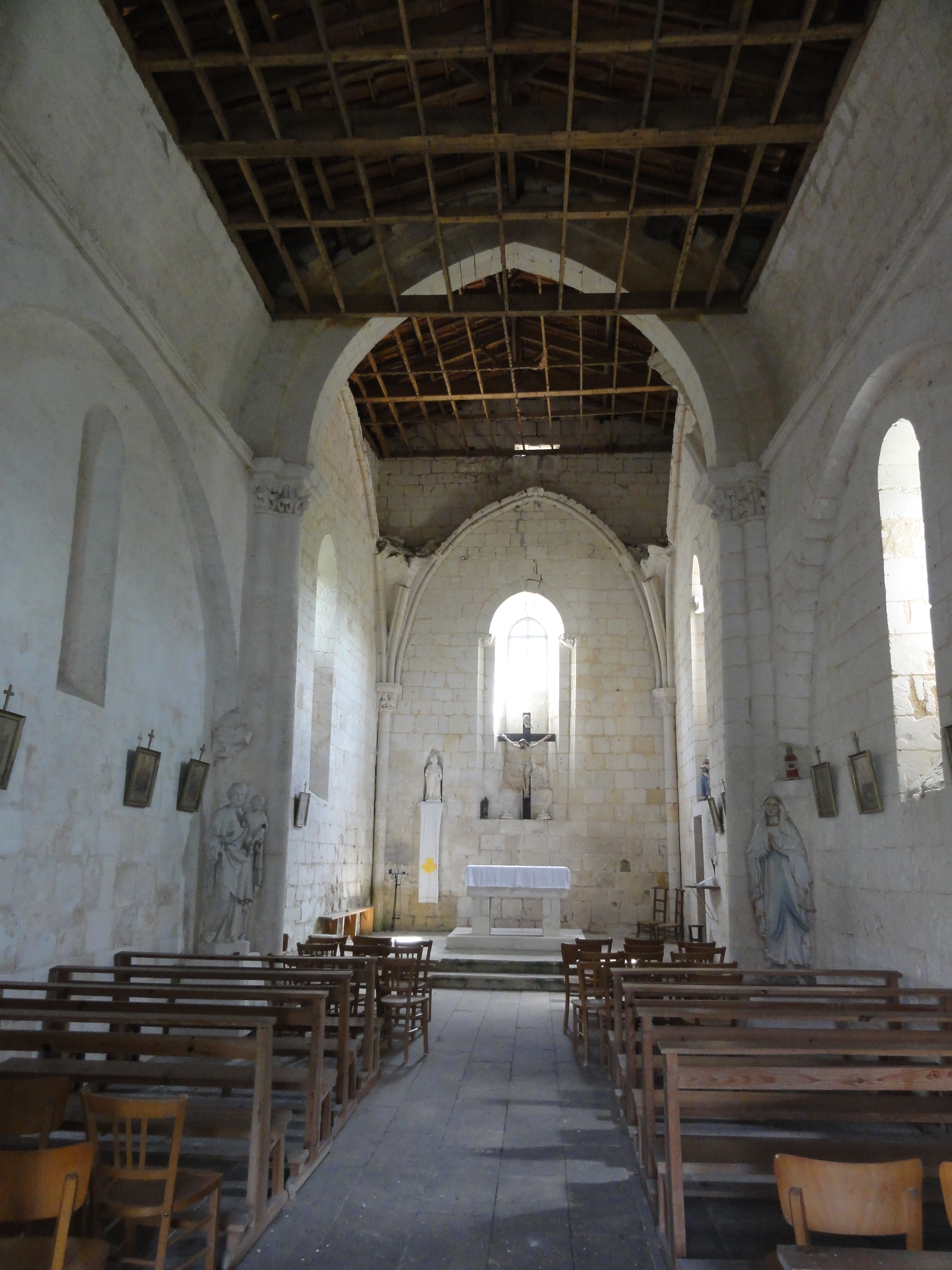
Inneres der Kirche

## Sehenswürdigkeiten
Die Pfarrkirche Saint-Jacques ist ein eher unscheinbarer Bau des 12. Jahrhunderts, dessen Apsis jedoch bereits ein Jahrhundert später in gotischen Stilformen erneuert wurde. Die Wände des Langhauses wurden etwa gleichzeitig durch Strebepfeiler verstärkt. Die Westfassade wird dominiert von einem schmuck- und tympanonlosen, mehrfach abgestuften Archivoltenportal, dessen äußerer Bogen von einem Sternstab überfangen ist. Die Ebenen darüber sind nahezu dekorlos und von einem einfachen Gesims bzw. einem Konsolenfries voneinander abgesetzt; ganz oben befindet sich ein kleiner Glockengiebel aus der Zeit der Renaissance. Ein schmales Fenster öffnet sich zum Kirchenschiff, das wohl eingewölbt werden sollte, doch – nach der Aufgabe dieses Plans – nunmehr von einem offenen hölzernen Dachstuhl überspannt wird. Die nachträglich eingebauten großen gotischen Spitzbogenfenster auf der Südseite und in der Apsis sorgen für ausreichende Belichtung. Die flachschließende Apsis zeigt Ansätze eines Rippengewölbes. Die Kirche wurde im Jahr 1973 als Monument historique anerkannt.